# Daedongyeojido

Le Daedong Yeojido.

Le Daedong Yeojido ou Daedongyeojido est une carte de la Corée réalisée par le cartographe et géologue Kim Jeong-ho en 1861. Elle est composée de 22 planches qui mesurent si on les assemble, 6,7 mètres sur 3,3 mètres de large. La carte a été imprimée à partir de soixante-dix blocs de bois de tilleul, gravés sur deux faces. Une deuxième version a été dessinée à la main par Daedongyeojido en 1864.
Cette carte, l’un des trésors nationaux de Corée, serait la première grande carte précise et détaillée de la péninsule coréenne.